# Chrysis provancheri
Chrysis provancheri är en stekelart. Chrysis provancheri ingår i släktet Chrysis och familjen guldsteklar. Inga underarter finns listade i Catalogue of Life.